# Lengua aUI
aUI es una lengua artificial creada por John W. Weilgart a principios de la década de 1960. Por su estructura entra dentro de las lenguas filosóficas o lenguas lógicas.

## Historia

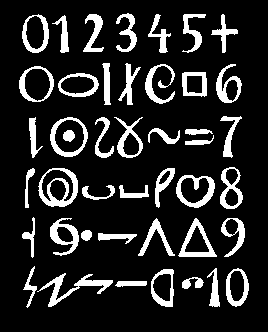
Símbolos propuestos por Weilgart para escribir aUI.

El aUI apareció por primera vez en la publicación "aUI: The Language of Space: Pentecostal Logos of Love & Peace", 1962, siendo, según Weilgart, un idioma absolutamente lógico y racional.
John W. Weilgart, un psiquiatra de Iowa de origen austríaco afirmó haber aprendido el idioma de un ser del espacio exterior. La palabra "aUI" significa (en aUI) "espacio-mente-sonido". Otros libros posteriores del mismo autor profundizando sobre esta lengua serán "aUI: The Language of Space: For the First Time Represented and Adapted to the Needs of This Planet", 1967 y "Cosmic Elements of Meaning: Symbols of the Spirit's Life: A Cosmology for Mankind's Survival in the Atomic Age of Space", 1975.

## Características
aUI utiliza 42 fonemas (incluyendo variaciones nasalizadas de las vocales para los números), a cada uno de los cuales está asociado un significado, siendo estos 42 conceptos básicos a partir de los que se construyen el resto. Si bien Weilgart proponía un juego propio de ideogramas de su invención, normalmente se usan los caracteres del alfabeto latino para representar la escritura en aUI.
| Partícula | Significado      | Partícula | Significado       | Partícula | Significado     |
| a         | Espacio          | o         | Vida              | I         | Sonido          |
| b         | Junto            | p         | Antes             | O         | Sentimiento     |
| c         | Ser              | q         | Condición         | U         | Mente, espíritu |
| d         | A través de      | r         | Positivo          | a*        | Uno             |
| e         | Movimiento       | s         | Cosa              | e*        | Dos             |
| f         | Esto             | t         | Hacia (dirección) | i*        | Tres            |
| g         | Dentro           | u         | Humano            | o*        | Cinco           |
| h         | Pregunta         | v         | Activo            | u*        | Cuatro          |
| i         | Luz              | w         | Energía           | A*        | Seis            |
| j         | Igual            | x         | Relación          | E*        | Siete           |
| k         | Encima, superior | y         | Negativo          | I*        | Ocho            |
| l         | Círculo          | z         | Parte             | O*        | Diez            |
| m         | Calidad          | A         | Tiempo            | U*        | Nueve           |
| n         | Cantidad         | E         | Materia           | y*        | Cero            |

* Nasalizadas.

### Algunas palabras en aUI
- Dios: kU
- Diablo: yrkU
- Animal: os
- Animal doméstico: bos
- Perro: waubos
- Gato: bo*zvos
- Caballo: ukbos
- Pájaro: kEos
- Pescado: jEos
- Árbol: tok
- Fruta: ot
- Agua: jEn
- Líquido: jE
- Aire: kE
- Sol: a*ki
- Luna: e*ki
- Avión: kEged
- Casa: uga